# کواسی سیبو
کواسی سیبو (انگلیسی: Kwasi Sibo؛ زادهٔ ۲۴ ژانویهٔ ۱۹۹۸) بازیکن فوتبال در پست هافبک اهل غنا است.